# Генічеський залізний міст
 Генічеський залізний міст — визначна місцева пам'ятка європейської інженерної спадщини конструкції системи Рот-Вагнера (Roth-Waagner system). Цей унікальний об'єкт, авторства одного з найбільш титулованих бюро світу
Waagner-Biro, був створений у 1915 році, та має інженерну естетику й цікаву історію.

## Розташування

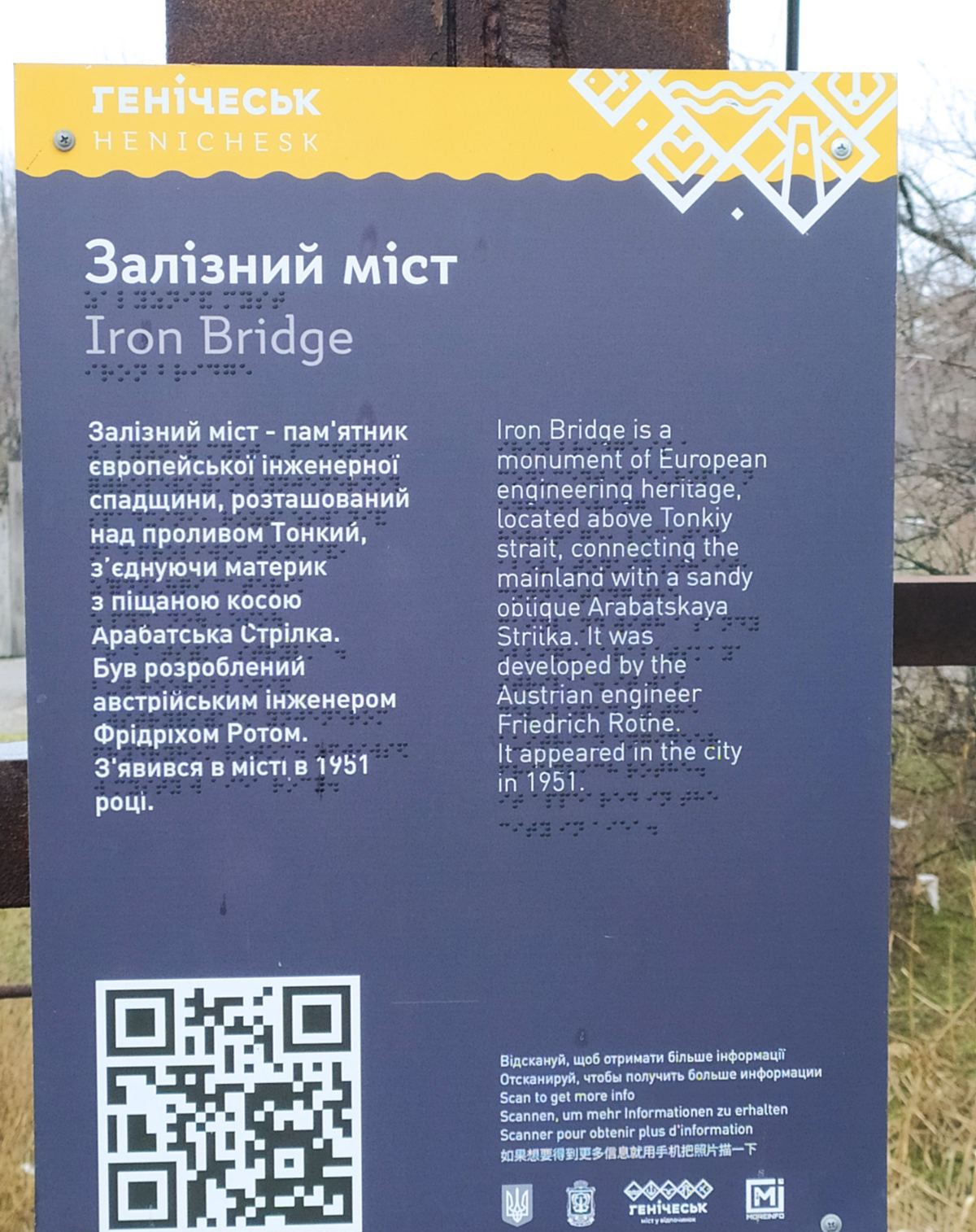
Залізний міст. Генічеськ

Міст розташований над проливом Тонкий (Генічеська протока), з'єднуючи материк з піщаною косою Арабатська Стрілка.
Він один з ключових елементів ландшафту Генічеська, і уся ця територія є відкритою панорамою міста з боку Арабатської магістралі.

## Історія

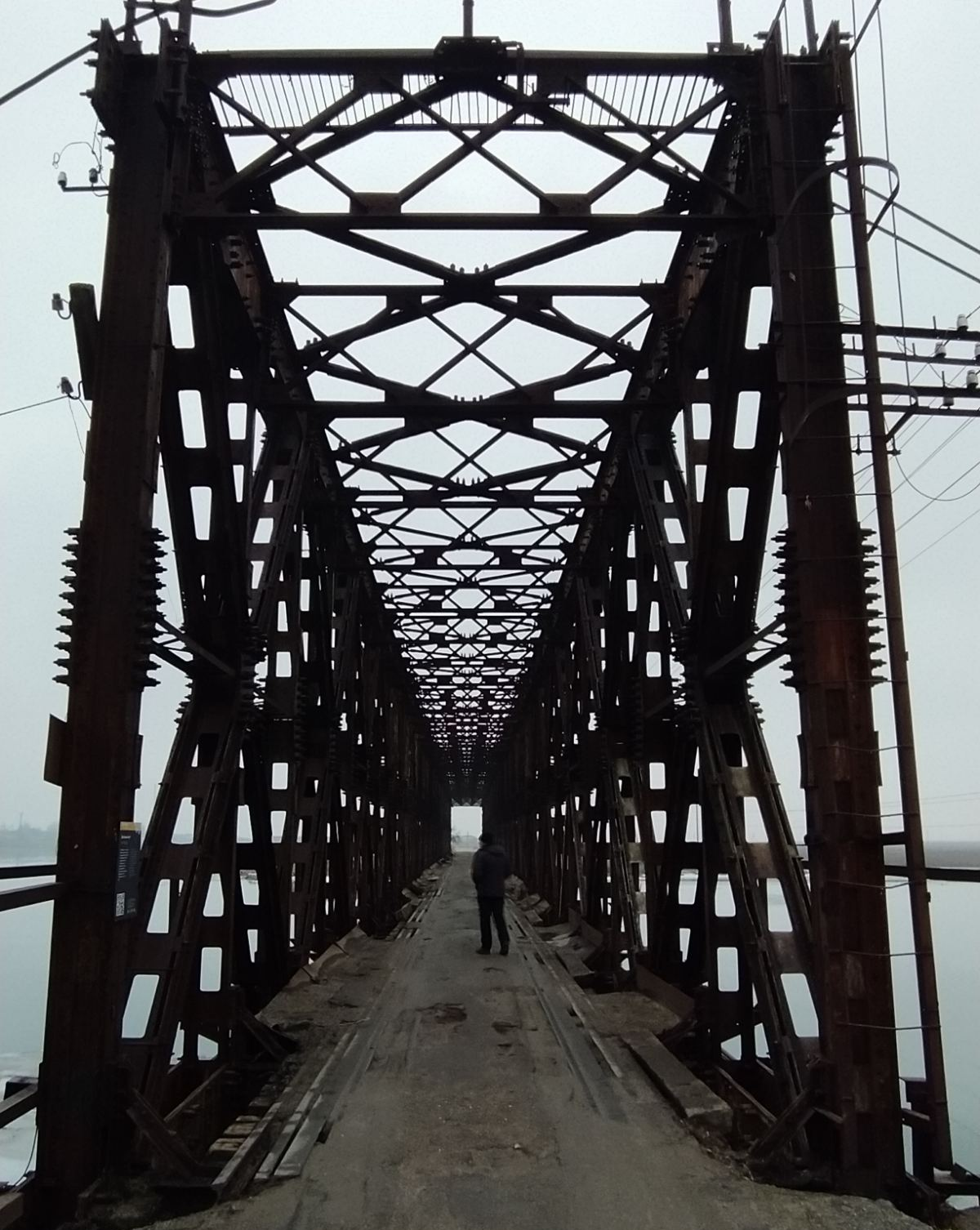
Генічеський залізний мост

Міст у Генічеську був створений у 1915 році компанією Waagner Biro. В Генічеськ у 1951 році, залізний міст доставили у розбірному вигляді із Білорусії. Там його побудували німецькі інженери в місті Орша. А де його було встановлено спочатку і коли саме, досі з'ясувати так і не вдалося.
Генічеський залізний міст встановили за два десятки метрів від місця, де до цього вже був колишній дерев'яний міст, зруйнований під час Другої світової війни.
У Генічеському краєзнавчому музеї в наявності є звіт обстеження мосту у 1956 році, в якому зазначено:
|  | В качестве пролетных строений здесь установлены трофейные сборно-разборные пролетные строения типа Рот-Вагнер (РВ-1), снятые с временного моста через Днепр со ст. Орша. В конце декабря 1951 г. по мосту открыто регулярное движение поездов . |

До 1968 року він експлуатувався як залізничний міст. Залізничне полотно було частиною гілки Новоолексіївка–Валок.
Внаслідок шторму у цій місцевості, залізничне полотно було практично знищено. Відновлювати його не стали, а по мосту почали їздити автомобілі. У 80 — х роках на відстані приблизно пів кілометра від нього, над проливом Тонкий був зведений бетонний автомобільний міст..
Залізний міст діє і понині, але майже не експлуатується. Його полюбляють місцеві рибалки та гості, які приїжджають відпочивати на курорт.

## Конструкція

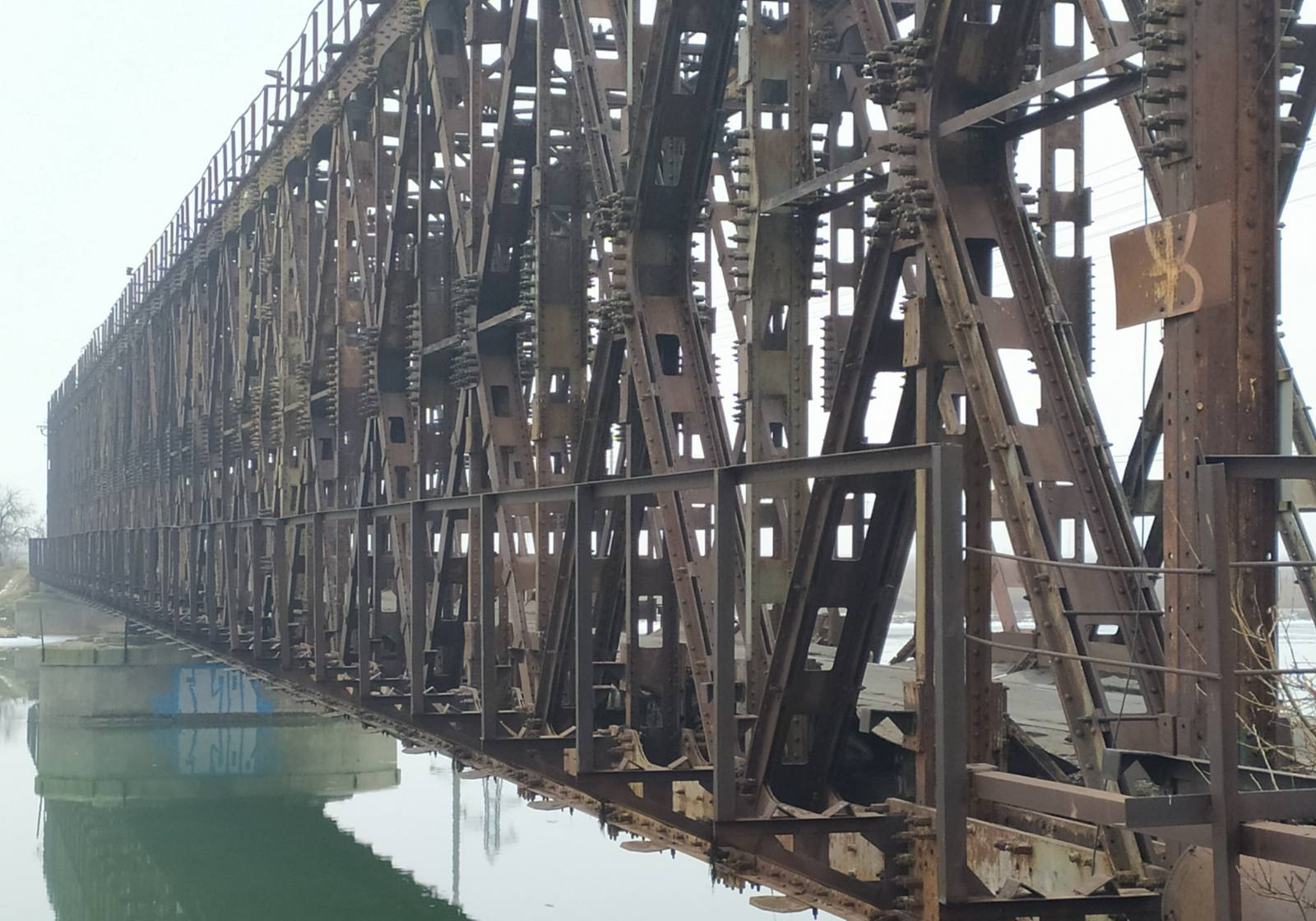
Україна. Генічеський міст.

Генічеський залізний міст має тип конструкції системи «Waagner Roth». Його розробила та впровадила австрійська фірма «Waagner-Biro» в роки Першої Світової війни.
В період війни, конструкція збірно-розбірного залізничного мосту (типу «лего»), який потребує мінімум монтажної техніки та часу, була розроблена молодим австрійським інженером Фрідріхом Ротом (Friedrich Roth (1878—1940)). Так з'явилась Roth-Waagner system — для швидкої заміни старих дерев'яних мостів.
Система Рот-Вагнер дозволяла швидко відновлювати зруйнованні мости в тому числі й залізничні. За день вдавалося побудувати до 26-ти метрів, але коштувало це дорого. Конструкцію мосту збирали з невеликих типових елементів у висячому положенні при довжині консолі до 50 метрів. При цьому додаткові опори були не обов'язкові. Нагорі моста розташовувалася підіймальна установка, схожа на кран. Вона пересувалася у міру подовження об'єкта, таким чином міст будував сам себе. Елементи, складові спорудження, збиралися за принципом сучасного конструктора «Лего».
Споруджено конструкцію залізного мосту без єдиного зварювального шва. Міст скручений винятково на болтах та гайках.

## Сучасний стан

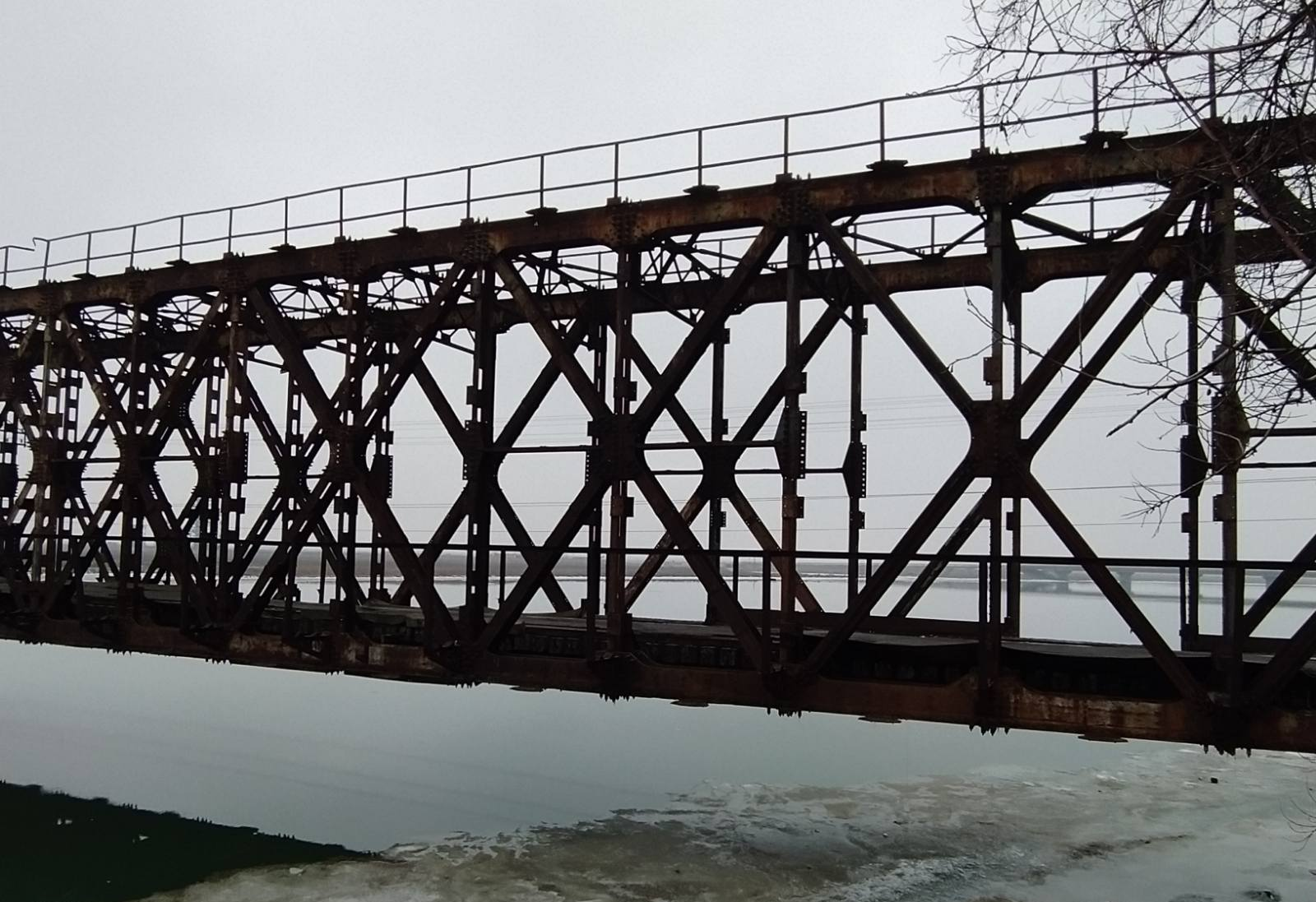
Залізний міст

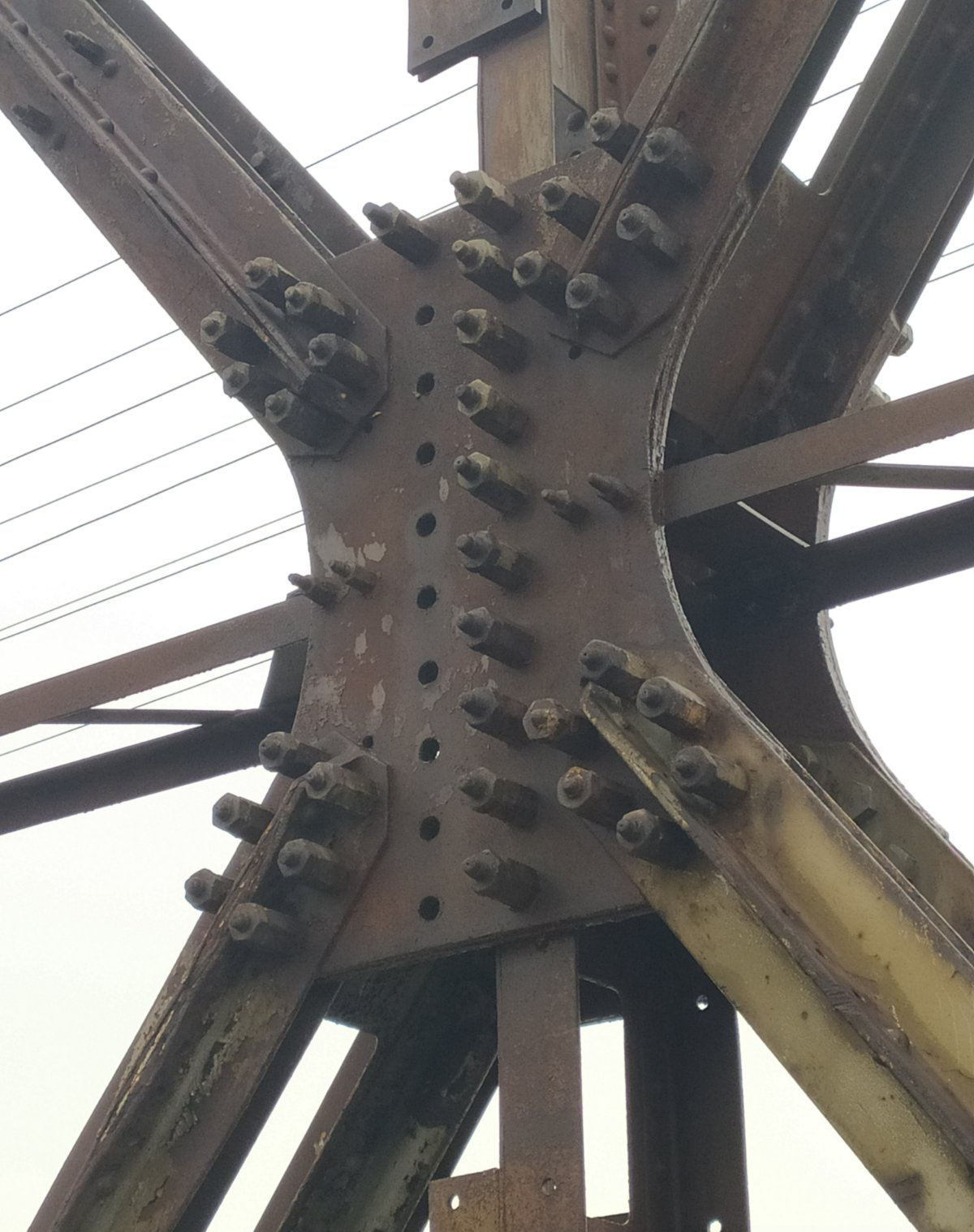
Генічеський міст. Україна

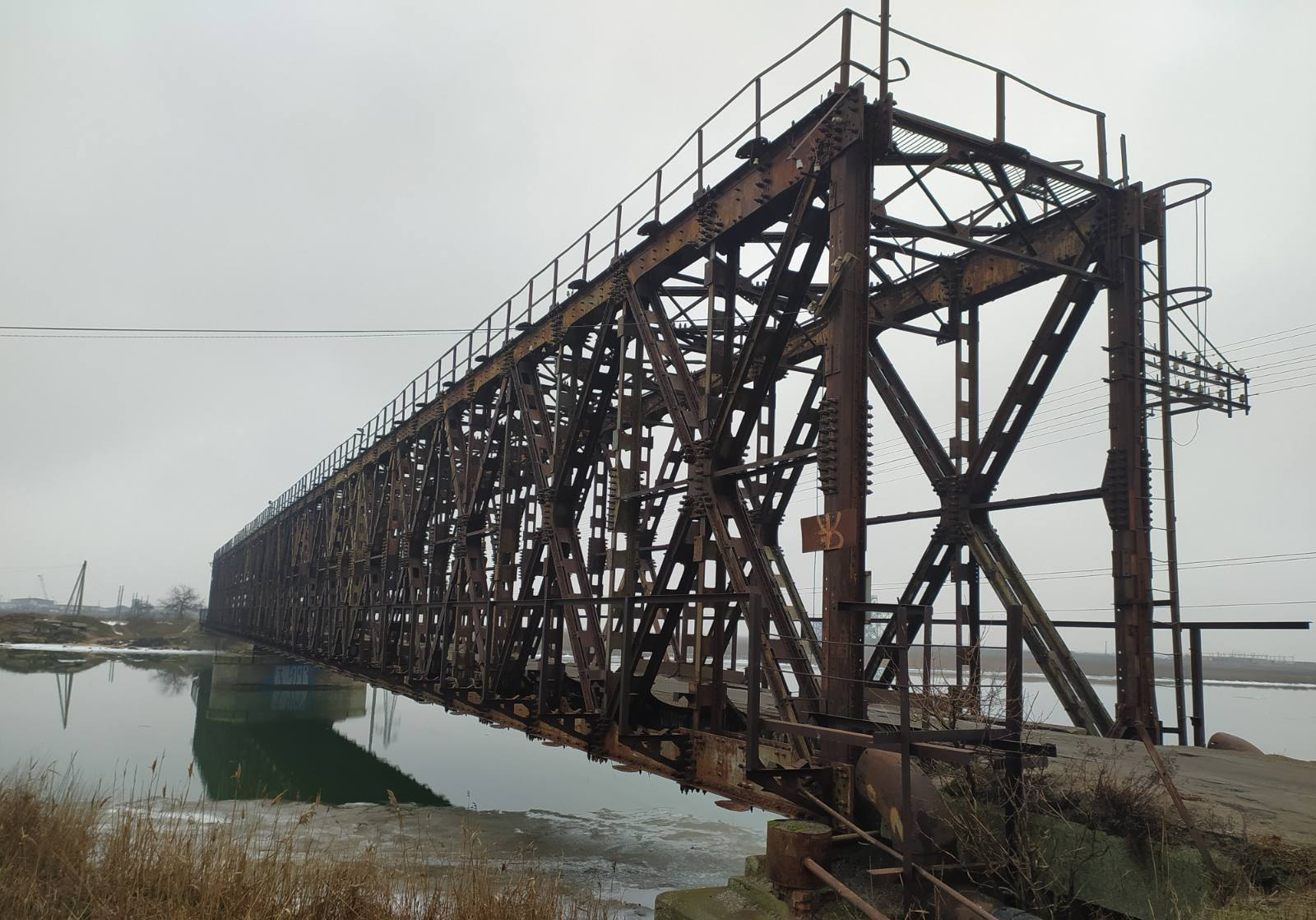
Міст над проливом Тонкий

На весні 2016 року влада Генічеська анонсувала демонтаж старого залізничного мосту на металолом.
На захист унікальної споруди, піднялись місцеві та обласні краєзнавці й активісти.
До Генічеська наприкінці серпня 2016 р. вирушив арт-культурно-історичний десант гурту «Urban-COYC». Їх успішна діяльність велася у двох напрямках: дослідному та «виставково-перформативному».
У відповідь на офіційний запит головний офіс Waagner-Biro повідомив, що конкретної інформації саме з Генічеського мосту немає, але конструктивно він ідентичний їх мостам. До відповіді доклали докладні технічні описи з архівними фотографіями ілюстраціями.
Було надіслано патентний лист на «Збірні ферми», розроблені фірмою «Ваагнер-Біро», зареєстрований 29 жовтня рівно 100 років тому.
Тому активісти Генічеського будинку культури запропонували промоакцію «Селфі з мостом: 100 років — 100 селфі». Конкурс проводився у соціальних мережах та на сторінці порталу sea-family.in.ua. До акції приєдналися не лише генічани, а й херсонці.
На Генічеському мосту пройшла культурна акція зі своєрідною експозицією.
У день «Першого свята мосту» 8 жовтня 2016 р. найкращі селфі були розміщені на величезних кольорових кубах, які вписалися у конструкцію мосту. Професійні селфі на великих банерах розмістилися на верхніх фермах. Така виставка на мосту в Україні відбулася вперше.
Загалом було реалізовано декілька проєктів, присвячених мосту:
- проведення лекції спеціалістів Генічеського краєзнавчого музею;
- виступи музичних і танцювальних колективів;
- виставка фотографій у Будинку культури Генічеська.

10 листопада у Києві, на фінальній презентації проєктів програми Goethe-Institut «Культурно-освітня академія — 2013—2016», проєкт херсонського гурту Urban COYC "Міст у майбутнє, за версією піар-агентства Gres Todorchuk PR визнаний «медійним» серед журналістів.
На сьогодні, очільники міста на рівних з активістами беруть участь в акціях із перетворення мосту в артоб'єкт. Його зображення з'явилось нa листівках, магнітах, чашках. Міст — головна візитівка Генічеська.
У проєктах та планах, представлених у Генічеську, артфестивалі біля мосту, розвиток території та її озеленення, включення його до міської зони відпочинку.